# Cymothoe sordida
Cymothoe sordida är en fjärilsart som beskrevs av Schultze 1921. Cymothoe sordida ingår i släktet Cymothoe och familjen praktfjärilar. Inga underarter finns listade i Catalogue of Life.